# Chavanne (Frankrijk)
Chavanne is een gemeente in het Franse departement Haute-Saône (regio Bourgogne-Franche-Comté) en telt 252 inwoners (2011). De plaats maakt deel uit van het arrondissement Lure.

## Geografie
De oppervlakte van Chavanne bedraagt 2,3 km², de bevolkingsdichtheid is 109,6 inwoners per km².
De onderstaande kaart toont de ligging van Chavanne (Frankrijk) met de belangrijkste infrastructuur en aangrenzende gemeenten.

## Demografie
Onderstaande figuur toont het verloop van het inwonertal (bron: INSEE-tellingen).

1. ↑  Populations de référence 2022.